# Joel Campbell
Joel Nathaniel Campbell Samuels (ur. 26 czerwca 1992 w San José) – kostarykański piłkarz występujący na pozycji skrzydłowego lub napastnika lub ofensywnego pomocnika w LD Alajuelense oraz w reprezentacji Kostaryki. W swojej karierze reprezentował także barwy Saprissy, Puntarenas, Sporting CP, FC Lorient, Realu Betis, Olympiakosu, Villarreal CF, Frosinone Calcio, Club León, CF Monterrey oraz Atlético Goianiense.

## Kariera klubowa
Campbell rozpoczął swoją karierę w klubie Deportivo Saprissa, gdzie w 2009 roku włączono go do kadry pierwszego zespołu, a dwa lata później wypożyczono do Puntarenas. 28 lipca 2011 roku kostarykańskie media poinformowały, iż Campbell osiągnął porozumienie z angielskim Arsenalem. Sam zawodnik przyznał później, że niczego jeszcze nie podpisał, jednak rozmowy w tej sprawie się odbyły. 6 sierpnia poinformowano, iż Campbell uzgodnił warunki pięcioletniego kontraktu z Arsenalem, odrzucając tym samym zainteresowanie ze strony hiszpańskiej Sevilli i włoskiej Fiorentiny.
19 sierpnia 2011 roku Arsenal oficjalnie potwierdził pozyskanie Campbella. Osiem dni później okazało się jednak, że nie otrzymał on pozwolenia na pracę w Anglii, które zostało mu ostatecznie przyznane dopiero w lipcu 2013.
Po nieotrzymaniu pozwolenia na pracę, Campbell trafił wraz z Gilles'em Sunu do francuskiego FC Lorient, z tym że Sunu został sprzedany definitywnie, zaś Campbell tylko wypożyczony. W nowych barwach zadebiutował podczas zremisowanego 1:1 spotkania z FC Sochaux-Montbéliard, zmieniając w 79. minucie Grégory'ego Bourillona i notując asystę przy bramce Innocenta Emeghary. 1 października zdobył swoją pierwszą bramkę dla Lorient w wygranym 2:0 meczu z Valenciennes FC, strzelając prawą stopą w dolny lewy róg bramki. Drugiego gola zdobył 26 października w spotkaniu Pucharu Ligi Francuskiej z Montpellier HSC, zaś trzecią w wygranym 2:1 meczu ligowym z tym samym rywalem.
6 lipca 2012 roku Campbell został na rok wypożyczony do hiszpańskiego Realu Betis. 25 sierpnia zadebiutował w barwach klubu, wchodzą na boisko w drugiej połowie przegranego 1:2 spotkania z Rayo Vallecano. Pierwszego gola dla Betisu zdobył podczas wygranego 3:2 meczu z Deportivo La Coruña, zaś drugiego w wygranym 2:0 spotkaniu z Levante UD.
Latem 2013 roku Campbell otrzymał pozwolenie na pracę w Anglii, mimo to jednak udał się na kolejne wypożyczenie, tym razem do greckiego Olympiakosu. 27 października zanotował cztery asysty w wygranym 5:1 meczu z OF Irakleiou. 10 listopada podczas wygranego 4:0 spotkania z PAOK-iem Saloniki zdobył bramkę oraz dołożył do tego dwie asysty. 25 lutego 2014 roku ustalił wynik, zdobywając gola na 2:0 podczas meczu 1/8 finału Ligi Mistrzów z angielskim Manchesterem United.
W styczniu 2015 roku został wypożyczony do Villarreal CF.

## Statystyki kariery klubowej
(aktualne na dzień 30 lipca 2025)
| Klub                       | Sezon              | Liga                        | Liga  | Liga   | Puchary krajowe | Puchary krajowe | Puchary kontynentalne | Puchary kontynentalne | Suma  | Suma   |
| Klub                       | Sezon              | Liga                        | Mecze | Bramki | Mecze           | Bramki          | Mecze                 | Bramki                | Mecze | Bramki |
| -------------------------- | ------------------ | --------------------------- | ----- | ------ | --------------- | --------------- | --------------------- | --------------------- | ----- | ------ |
| Deportivo Saprissa         | 2009/10            | Primera División            | 1     | 0      | –               | –               | –                     | –                     | 1     | 0      |
| Deportivo Saprissa         | 2010/11            | Primera División            | 2     | 0      | –               | –               | 1                     | 0                     | 3     | 0      |
| Puntarenas (wyp.)          | 2010/11            | Primera División            | 5     | 0      | –               | –               | –                     | –                     | 5     | 0      |
| Arsenal                    | 2011/12            | Premier League              | 0     | 0      | 0               | 0               | 0                     | 0                     | 0     | 0      |
| FC Lorient (wyp.)          | 2011/12            | Ligue 1                     | 25    | 3      | 2               | 1               | –                     | –                     | 27    | 4      |
| Real Betis (wyp.)          | 2012/13            | Primera División            | 28    | 2      | 5               | 0               | –                     | –                     | 33    | 2      |
| Olympiakos SFP (wyp.)      | 2013/14            | Superleague                 | 32    | 8      | 6               | 2               | 5                     | 1                     | 43    | 11     |
| Arsenal                    | 2014/15            | Premier League              | 4     | 0      | 3               | 0               | 3                     | 0                     | 10    | 0      |
| Villarreal CF (wyp.)       | 2014/15            | Primera División            | 16    | 1      | 2               | 0               | 4                     | 0                     | 22    | 1      |
| Arsenal                    | 2015/16            | Premier League              | 19    | 3      | 6               | 1               | 5                     | 0                     | 30    | 4      |
| Sporting CP (wyp.)         | 2016/17            | Primeira Liga               | 19    | 3      | 6               | 0               | 4                     | 0                     | 29    | 3      |
| Real Betis (wyp.)          | 2017/18            | Primera División            | 8     | 2      | 1               | 0               | 0                     | 0                     | 9     | 2      |
| Frosinone                  | 2018/19            | Serie A                     | 17    | 0      | 0               | 0               | –                     | –                     | 17    | 0      |
| León (Wyp.)                | 2019               | Liga MX (Clausura)          | 19    | 4      | 2               | 0               | –                     | –                     | 21    | 4      |
| León (Wyp.)                | 2019               | Liga MX (Apertura)          | 16    | 0      | 0               | 0               | –                     | –                     | 16    | 0      |
| León (Wyp.)                | 2020               | Liga MX (Clausura)          | 7     | 1      | 0               | 0               | –                     | –                     | 7     | 1      |
| León                       | 2020               | Liga MX (Apertura)          | 22    | 1      | 0               | 0               | –                     | –                     | 22    | 1      |
| León                       | 2021               | Liga MX (Clausura)          | 16    | 1      | 0               | 0               | 1                     | 0                     | 17    | 1      |
| León                       | 2022               | Liga MX (Apertura)          | 18    | 1      | 0               | 0               | –                     | –                     | 18    | 1      |
| León                       | 2023               | Liga MX (Clausura)          | 14    | 1      | 0               | 0               | 8                     | 0                     | 22    | 1      |
| Monterrey (wyp.)           | 2021               | Liga MX (Apertura)          | 16    | 0      | 0               | 0               | –                     | –                     | 16    | 0      |
| Monterrey (wyp.)           | 2022               | Liga MX (Clausura)          | 16    | 4      | 0               | 0               | 2                     | 0                     | 18    | 4      |
| LD Alajuelense             | 2023               | Primera División (Apertura) | 19    | 5      | 1               | 0               | 11                    | 3                     | 31    | 8      |
| LD Alajuelense             | 2024               | Primera División (Clausura) | 25    | 8      | 0               | 0               | –                     | –                     | 25    | 8      |
| LD Alajuelense             | 2025               | Primera División (Clausura) | 13    | 1      | 1               | 1               | 2                     | 0                     | 16    | 2      |
| LD Alajuelense             | 2025               | Primera División (Apertura) | 1     | 0      | 1               | 0               | –                     | –                     | 2     | 0      |
| Atlético Goianiense (Wyp.) | 2024               | Série A                     | 10    | 2      | 0               | 0               | –                     | –                     | 10    | 2      |
| Ogólnie w karierze         | Ogólnie w karierze | Ogólnie w karierze          | 388   | 51     | 36              | 5               | 46                    | 4                     | 470   | 60     |

## Statystyki kariery reprezentacyjnej
(aktualne na dzień 30 lipca 2025)
| 1.  | 5 czerwca 2011       | Arlington, Stany Zjednoczone     | Kuba              | 5:0           | 5:0 | Złoty Puchar CONCACAF 2011 |
| 2.  | 7 lipca 2011         | San Salvador de Jujuy, Argentyna | Boliwia           | 2:0           | 2:0 | Copa América 2011          |
| 3.  | 15 listopada 2011    | San José, Kostaryka              | Hiszpania         | 2:2           | 2:0 | Mecz towarzyski            |
| 4.  | 29 lutego 2012       | Cardiff, Walia                   | Walia             | 1:0           | 1:0 | Mecz towarzyski            |
| 5.  | 8 czerwca 2012       | San José, Kostaryka              | Salwador          | 2:2           | 2:0 | El. MŚ 2014                |
| 6.  | 12 czerwca 2012      | Providence, Gujana               | Gujana            | 4:0           | 4:0 | El. MŚ 2014                |
| 7.  | 15 listopada 2012    | Santa Cruz, Boliwia              | Boliwia           | 1:1           | 1:0 | Mecz towarzyski            |
| 8.  | 6 września 2013      | San José, Kostaryka              | Stany Zjednoczone | 3:1           | 3:1 | El. MŚ 2014                |
| 9.  | 5 marca 2014         | San José, Kostaryka              | Paragwaj          | 2:1           | 1:0 | Mecz towarzyski            |
| 10. | 14 czerwca 2014      | Fortaleza, Brazylia              | Urugwaj           | 3:1           | 1:1 | Mistrzostwa Świata 2014    |
| 11. | 14 października 2015 | Harrison, Stany Zjednoczone      | Stany Zjednoczone | 1:0           | 1:0 | Mecz towarzyski            |
| 12. | 9 października 2016  | Krasnodar, Rosja                 | Rosja             | 4:3           | 4:3 | Mecz towarzyski            |
| 13. | 16 listopada 2016    | San José, Kostaryka              | Stany Zjednoczone | 4:0           | 3:0 | el. MŚ 2018                |
| 14. | 16 listopada 2016    | San José, Kostaryka              | Stany Zjednoczone | 4:0           | 4:0 | el. MŚ 2018                |
| 15. | 3 czerwca 2018       | San José, Kostaryka              | Irlandia Północna | 3:0           | 2:0 | Mecz towarzyski            |
| 16. | 12 października 2018 | San Nicolás de los Garza, Meksyk | Meksyk            | 2:3           | 1:0 | Mecz towarzyski            |
| 17. | 21 listopada 2018    | Arequipa, Peru                   | Peru              | 3:2           | 3:2 | Mecz towarzyski            |
| 18. | 13 listopada 2020    | Maria Enzersdorf, Austria        | Katar             | 1:1           | 1:1 | Mecz towarzyski            |
| 19. | 7 czerwca 2021       | Denver, Stany Zjednoczone        | Honduras          | 2:2 (pk. 4:5) | 1:0 | Liga Narodów CONCACAF      |
| 20. | 13 lipca 2021        | Orlando, Stany Zjednoczone       | Gwadelupa         | 3:1           | 1:0 | Złoty Puchar CONCACAF 2021 |
| 21. | 17 lipca 2021        | Orlando, Stany Zjednoczone       | Surinam           | 2:1           | 1:1 | Złoty Puchar CONCACAF 2021 |
| 22. | 3 lutego 2022        | Kingston, Jamajka                | Jamajka           | 1:0           | 1:0 | el. MŚ 2022                |
| 23. | 27 marca 2022        | San Salvador, Salwador           | Salwador          | 2:1           | 2:1 | el. MŚ 2022                |
| 24. | 5 czerwca 2022       | San José, Kostaryka              | Martynika         | 2:0           | 1:0 | Liga Narodów CONCACAF      |
| 25  | 14 czerwca 2022      | Ar-Rajjan, Katar                 | Nowa Zelandia     | 1:0           | 1:0 | el. MŚ 2022                |
| 26. | 21 czerwca 2023      | Chester, Stany Zjednoczone       | Ekwador           | 1:3           | 1:2 | Mecz towarzyski            |
| 27. | 5 lipca 2023         | Harrison, Stany Zjednoczone      | Martynika         | 6:4           | 4:1 | Złoty Puchar CONCACAF 2023 |

## Sukcesy
Saprissa
- Mistrzostwo Kostaryki: 2009/10

Olympiakos
- Mistrzostwo Grecji: 2013/14

Arsenal
- Tarcza Wspólnoty: 2014, 2015
- Puchar Anglii: 2015

León
- Mistrzostwo Meksyku: 2020
- Liga Mistrzów CONCACAF: 2023